# بایرن لانگ
بایرن لانگ (انگلیسی: Byron Long؛ زاده ۱۹۶۹) یک بازیگر پورنوگرافی اهل ایالات متحده آمریکا است.